# Menjamel carunculat de les Fiji
El menjamel carunculat de les Fiji (Foulehaio procerior) és un ocell de la família dels melifàgids (Meliphagidae).

## Hàbitat i distribució
Habita boscos i matolls costaners de les illes Fiji centrals i occidentals.